# Улица Чижевского (Львов)
Улица Чижевского (укр. Вулиця Чижевського) — улица в Железнодорожном районе (Левандовка) Львова. Проходит от Широкой улицы в сторону железнодорожных путей.
Протяжённость улицы более 1 км.

## История
На протяжении своей истории улица несколько раз меняла название — с 1928 года носила имя Сенкевича (вероятно, польского писателя Генрика Сенкевича (1846—1916)), с 1933 года — Связная, с 1950 — Профсоюзная. Современное название с 1993 года, дано в честь российского и немецкого слависта, философа, общественного деятеля Дмитрия Чижевского (1894—1977).
Помещения располагавшегося на улице во времена Украинской ССР детского сада (д. 43) ныне занимает станция мобильной связи.
Застройка улицы представлена одно-двухэтажным конструктивизмом 1930-х годов, одноэтажной усадебной застройкой, одноэтажной застройкой 2000-х годов. Значительная часть жилых домов улицы, как и всего микрорайона Левандровка, построена силами Львовской железной дороги, так как в Левандовке традиционно живут работники железной дороги.